# Giovanni de’ Medici
Giovanni di Pierfrancesco de’ Medici, ismertebb nevén il Popolano (1467. október 21.  – 1498. szeptember 14.) itáliai nemes a firenzei Medici-családból. Apja Pierfrancesco di Lorenzo de’ Medici volt, a firenzei városi tanács tagja.

## Életrajz
Giovanni Firenzében született. Az apja halála után (1476) ő és a bátyja, Lorenzo az unokatestvéreik, Giuliano de’ Medici és Lorenzo de’ Medici gyámsága alá kerültek, ahol humanista elveket tanultak Marsilio Ficinótól és Angelo Polizianótól.
A Firenzét uraló unokatestvér, Lorenzo halála (1492) után fia, II. Piero de’ Medici irányította a várost, akivel Giovanni és testvére nyíltan ellenséges viszonyban álltak. Pierót 1494-ben a VIII. Károly francia király által vezetett francia seregek elűzték, Giovanni és bátyja, Lorenzo pedig visszatérhettek Firenzébe, de a Medici helyett felvették az il Popolano (kb. „a nép gyermeke”) családnevet.
1497-ben Giovanni feleségül vette Caterina Sforzát. 1498 áprilisában Caterina egy fiút szült Giovannitól, akit anyjának nagybátyja, Milánó hercege után Ludovicónak kereszteltek, később, felnőttként mégis Giovanni dalle Bande Nere néven vált híres hadvezérré. Giovanni de’ Medici röviddel fia születése után, 1498 szeptemberében halt meg Firenzében.